# Lijst van burgemeesters van Rimburg
Dit is een lijst van burgemeesters van de voormalige Nederlandse gemeente Rimburg tot die gemeente in 1887 opging in de gemeente Ubach over Worms.
| Ambtsperiode | Naam burgemeester | Partij of stroming | Bijzonderheden                                   |
| ------------ | ----------------- | ------------------ | ------------------------------------------------ |
| 1800 - 1815  | Ch. Cornelli      |                    |                                                  |
| 1816 - 1856  | P.D. Dortants     |                    |                                                  |
| 1856 - 1862  | E.J. Dortants     |                    |                                                  |
| 1862 - 1884  | P.D. Pelzer       |                    | tevens burgemeester Ubach over Worms (1858-1884) |
| 1885 - 1887  | M.J. Dortants     |                    |                                                  |